# Hauser GmbH
Die Hauser GmbH ist ein deutsches Unternehmen und ehemaliger Hersteller von Automobilen.

## Unternehmensgeschichte
Der Schweizer Jean-Claude Hauser, der zuvor bei BBC Brown Boveri und BMW Motorsport GmbH tätig war, gründete das Unternehmen. Als Datum ist der 12. Mai 1997 überliefert. Der Firmensitz befand sich zunächst am Kreuzeckweg 5 in Eichenau. 1999 begann die Produktion von Automobilen. Der Markenname lautete Hauser. 2006 wurde der Sitz an die Ohlauer Straße 67 in München verlegt. Nach Angaben der Automobil Revue gab es 2010 noch keine Hinweise auf die Produktionseinstellung, aber ab 2012 ruhte die Produktion, was auch 2014 vermerkt wurde. Am 21. September 2015 ersetzte Britta Hauser Jean-Claude Hauser als Geschäftsführer.

## Hauser H 1
Das einzige Modell dieses Herstellers ist der H 1. Dies ist ein Roadster im Stile des Lotus Seven mit Frontmotor und Hinterradantrieb. Die Karosserie besteht aus Kunststoff, der eigens entwickelte Gitterrohrrahmen aus Stahl. Die Achsen stammen von der Daimler AG. Vorne wird eine Einzelradaufhängung mit Dreiecksquerlenkern und Schraubenfedern verwendet, hinten ist eine Mehrlenkerachse mit Schraubenfedern verbaut. Das Fahrzeug hat zumindest ab 2009 vorn und hinten Kurvenstabilisatoren. Für den Antrieb sorgen Sechszylindermotoren von BMW. Zur Wahl standen zunächst Motoren mit 2494 cm³, 2793 cm³, 3152 cm³ und 3201 cm³ Hubraum. Der letztgenannte Motor leistete 321 PS. Die Höchstgeschwindigkeit des stärksten Modells wurde mit 241 km/h angegeben, und das Leergewicht mit 900 kg.
Der Neupreis veränderte sich im Laufe der Jahre von 124.000 DM in den Modelljahren 2000 und 2001 über 65.900 Euro in den Modelljahren 2003 bis 2006 auf 67.000 Euro im Modelljahr 2007. Neuere Preisangaben liegen nicht vor.
In seiner letzten Version, belegt ab 2009 bis 2011, wurde der H 1 nur noch  mit einem BMW-Reihen-Sechszylindermotor mit 2997 cm³ Hubraum angeboten. Dabei handelt es sich um einen Vierventiler mit zwei obenliegenden Nockenwellen und Saugrohreinspritzung. In dieser Form leistet er 200 kW (272 PS) bei 6700/min. Das maximale Drehmoment von 320 Nm wird zwischen 2750 und 3000/min erreicht. Als Höchstgeschwindigkeit werden 230 km/h genannt. Die Beschleunigung von 0 auf 100 km/h erfolgt in 5,1 Sekunden und der Verbrauch wird mit 7 bis 13 l/100 km angegeben. Die Kraft wird mittels Fünfganggetriebe übertragen. Es gibt belüftete Scheibenbremsen rundum; die Handbremse wirkt auf die Hinterräder. Ab Werk wurden 17-Zoll-Räder mit Reifen der Dimension 215/40 R vorn und 265/40 R hinten montiert. Der Radstand beträgt 2450 mm, die Länge 3850 mm, die Breite 1770 mm, die Höhe 1040 mm und das Gewicht 915 kg.